# Mistrzostwa Europy w Lekkoatletyce 1986
XIV Mistrzostwa Europy w Lekkoatletyce rozgrywane były w dniach 26 - 31 sierpnia 1986 w Stuttgarcie na Neckarstadionie.

## Mężczyźni

### konkurencje biegowe
| konkurencja                                    | złoto                                                                                | złoto       | srebro                                                                      | srebro   | brąz                                                                                    | brąz     |
| ---------------------------------------------- | ------------------------------------------------------------------------------------ | ----------- | --------------------------------------------------------------------------- | -------- | --------------------------------------------------------------------------------------- | -------- |
| Bieg na 100 metrów (szczegóły)                 | Linford Christie · Wielka Brytania                                                   | 10,15 CR    | Steffen Bringmann · NRD                                                     | 10,20    | Bruno Marie-Rose · Francja                                                              | 10,21    |
| Bieg na 200 metrów (szczegóły)                 | Władimir Kryłow · ZSRR                                                               | 20,52       | Jürgen Evers · RFN                                                          | 20,75    | Andriej Fiedoriw · ZSRR                                                                 | 20,84    |
| Bieg na 400 metrów (szczegóły)                 | Roger Black · Wielka Brytania                                                        | 44,59 CR    | Thomas Schönlebe · NRD                                                      | 44,63    | Mathias Schersing · NRD                                                                 | 44,85    |
| Bieg na 800 metrów (szczegóły)                 | Sebastian Coe · Wielka Brytania                                                      | 1:44,50     | Tom McKean · Wielka Brytania                                                | 1:44,61  | Steve Cram · Wielka Brytania                                                            | 1:44,88  |
| Bieg na 1500 metrów (szczegóły)                | Steve Cram · Wielka Brytania                                                         | 3:41,09 CR  | Sebastian Coe · Wielka Brytania                                             | 3:41,67  | Han Kulker · Holandia                                                                   | 3:42,11  |
| Bieg na 5000 metrów (szczegóły)                | Jack Buckner · Wielka Brytania                                                       | 13:10,15 CR | Stefano Mei · Włochy                                                        | 13:11,57 | Tim Hutchings · Wielka Brytania                                                         | 13:12,08 |
| Bieg na 10 000 metrów (szczegóły)              | Stefano Mei · Włochy                                                                 | 27:56,79    | Alberto Cova · Włochy                                                       | 27:57,93 | Salvatore Antibo · Włochy                                                               | 28:00,25 |
| Maraton (szczegóły)                            | Gelindo Bordin · Włochy                                                              | 2:10,54     | Orlando Pizzolato · Włochy                                                  | 2:10,57  | Herbert Steffny · RFN                                                                   | 2:11,30  |
| Bieg na 110 metrów przez płotki (szczegóły)    | Stéphane Caristan · Francja                                                          | 13,20 ER    | Arto Bryggare · Finlandia                                                   | 13,42    | Carlos Sala · Hiszpania                                                                 | 13,50    |
| Bieg na 400 metrów przez płotki (szczegóły)    | Harald Schmid · RFN                                                                  | 48,65       | Aleksandr Wasiljew · ZSRR                                                   | 48,76    | Sven Nylander · Szwecja                                                                 | 49,38    |
| Bieg na 3000 metrów z przeszkodami (szczegóły) | Hagen Melzer · NRD                                                                   | 8:16,65     | Francesco Panetta · Włochy                                                  | 8:16,85  | Patriz Ilg · RFN                                                                        | 8:16,92  |
| Sztafeta 4 × 100 metrów (szczegóły)            | ZSRR · Aleksandr Jewgienjew · Nikołaj Juszmanow · Władimir Murawjow · Wiktor Bryzhin | 38,29 CR    | NRD · Thomas Schröder · Steffen Bringmann · Olaf Prenzler · Frank Emmelmann | 38,64    | Wielka Brytania · Elliot Bunney · Daley Thompson · Michael McFarlane · Linford Christie | 38,71    |
| Sztafeta 4 × 400 metrów (szczegóły)            | Wielka Brytania · Derek Redmond · Kriss Akabusi · Brian Whittle · Roger Black        | 2:59,84 CR  | RFN · Klaus Just · Edgar Itt · Harald Schmid · Ralf Lübke                   | 3:00,17  | ZSRR · Władimir Prosin · Władimir Kryłow · Arkadij Korniłow · Aleksandr Kuroczkin       | 3:00,47  |
| Chód na 20 kilometrów (szczegóły)              | Jozef Pribilinec · Czechosłowacja                                                    | 1:21,55     | Maurizio Damilano · Włochy                                                  | 1:21,17  | Miguel Prieto · Hiszpania                                                               | 1:21,36  |
| Chód na 50 kilometrów (szczegóły)              | Hartwig Gauder · NRD                                                                 | 3:40,55     | Wiaczesław Iwanienko · ZSRR                                                 | 3:41,54  | Walerij Suncow · ZSRR                                                                   | 3:42,38  |

### konkurencje techniczne
| konkurencja                | złoto                            | złoto    | srebro                        | srebro | brąz                          | brąz  |
| -------------------------- | -------------------------------- | -------- | ----------------------------- | ------ | ----------------------------- | ----- |
| Skok wzwyż (szczegóły)     | Igor Paklin · ZSRR               | 2,34 CR  | Siergiej Malczenko · ZSRR     | 2,31   | Carlo Thränhardt · RFN        | 2,32  |
| Skok o tyczce (szczegóły)  | Serhij Bubka · ZSRR              | 5,85 CR  | Wasyl Bubka · ZSRR            | 5,75   | Philippe Collet · Francja     | 5,75  |
| Skok w dal (szczegóły)     | Robert Emmijan · ZSRR            | 8,41 CR  | Serhij Łajewski · ZSRR        | 8,01   | Giovanni Evangelisti · Włochy | 7,92  |
| Trójskok (szczegóły)       | Christo Markow · Bułgaria        | 17,66 CR | Māris Bružiks · ZSRR          | 17,33  | Oleg Procenko · ZSRR          | 17,28 |
| Pchnięcie kulą (szczegóły) | Werner Günthör · Szwajcaria      | 22,22 CR | Ulf Timmermann · NRD          | 21,84  | Udo Beyer · NRD               | 20,74 |
| Rzut dyskiem (szczegóły)   | Romas Ubartas · ZSRR             | 67,08 CR | Gieorgij Kołnootczenko · ZSRR | 67,02  | Vaclavas Kidykas · ZSRR       | 66,32 |
| Rzut młotem (szczegóły)    | Jurij Siedych · ZSRR             | 86,74 WR | Siergiej Litwinow · ZSRR      | 85,74  | Igor Nikulin · ZSRR           | 82,00 |
| Rzut oszczepem (szczegóły) | Klaus Tafelmeier · Niemcy        | 84,76 ER | Detlef Michel · NRD           | 81,90  | Wiktor Jewsiukow · ZSRR       | 81,80 |
| Dziesięciobój (szczegóły)  | Daley Thompson · Wielka Brytania | 8811 CR  | Jürgen Hingsen · RFN          | 8730   | Siegfried Wentz · RFN         | 8676  |

## Kobiety

### konkurencje biegowe
| konkurencja                                 | złoto                                                                   | złoto       | srebro                                                                              | srebro   | brąz                                                                            | brąz     |
| ------------------------------------------- | ----------------------------------------------------------------------- | ----------- | ----------------------------------------------------------------------------------- | -------- | ------------------------------------------------------------------------------- | -------- |
| Bieg na 100 metrów (szczegóły)              | Marlies Göhr · NRD                                                      | 10,91 CR    | Anelija Nunewa · Bułgaria                                                           | 11,04    | Nelli Cooman · Holandia                                                         | 11,08    |
| Bieg na 200 metrów (szczegóły)              | Heike Drechsler · NRD                                                   | 21,71 =WR   | Marie-Christine Cazier · Francja                                                    | 22,32NR  | Silke Gladisch · NRD                                                            | 22,49    |
| Bieg na 400 metrów (szczegóły)              | Marita Koch · NRD                                                       | 48,22       | Olha Bryzhina · ZSRR                                                                | 49,67    | Petra Müller · NRD                                                              | 49,88    |
| Bieg na 800 metrów (szczegóły)              | Nadieżda Olizarenko · ZSRR                                              | 1:57,55     | Sigrun Wodars · NRD                                                                 | 1:57,42  | Lubow Gurina · ZSRR                                                             | 1:57,73  |
| Bieg na 1500 metrów (szczegóły)             | Rawila Agletdinowa · ZSRR                                               | 4:01,19     | Tetiana Samolenko · ZSRR                                                            | 4:02,36  | Doina Melinte · Rumunia                                                         | 4:02,44  |
| Bieg na 3000 metrów (szczegóły)             | Olga Bondarienko · ZSRR                                                 | 8:33,99     | Maricica Puică · Rumunia                                                            | 8:35,92  | Yvonne Murray · Wielka Brytania                                                 | 8:37,15  |
| Bieg na 10 000 metrów (szczegóły)           | Ingrid Kristiansen · Norwegia                                           | 30:23,25 CR | Olga Bondarienko · ZSRR                                                             | 30:57,21 | Ulrike Bruns · NRD                                                              | 31:19,76 |
| Maraton (szczegóły)                         | Rosa Mota · Portugalia                                                  | 2:28,38     | Laura Fogli · Włochy                                                                | 2:32,52  | Jekatierina Chramienkowa · ZSRR                                                 | 2:34,18  |
| Bieg na 100 metrów przez płotki (szczegóły) | Jordanka Donkowa · Bułgaria                                             | 12,38 CR    | Cornelia Oschkenat · NRD                                                            | 12,55    | Ginka Zagorczewa · Bułgaria                                                     | 12,70    |
| Bieg na 400 metrów przez płotki (szczegóły) | Marina Stiepanowa · ZSRR                                                | 53,32 WR    | Sabine Busch · NRD                                                                  | 53,60    | Cornelia Feuerbach · NRD                                                        | 54,13    |
| Sztafeta 4 × 100 metrów (szczegóły)         | NRD · Silke Gladisch · Sabine Günther · Ingrid Auerswald · Marlies Göhr | 41,84 CR    | Bułgaria · Ginka Zagorczewa · Anelija Nunewa · Nadeżda Georgiewa · Jordanka Donkowa | 42,68    | ZSRR · Antonija Nastoburko · Natalja Boczina · Marina Żyrowa · Olga Zołotariowa | 42,74    |
| Sztafeta 4 × 400 metrów (szczegóły)         | NRD · Kirsten Emmelmann · Sabine Busch · Petra Müller · Marita Koch     | 3:16,87 CR  | RFN · Gisela Kinzel · Ute Thimm · Heidi-Elke Gaugel · Gaby Bussmann                 | 3:22,80  | Polska · Ewa Kasprzyk · Marzena Wojdecka · Elżbieta Kapusta · Genowefa Błaszak  | 3:24,65  |
| Chód na 10 kilometrów (szczegóły)           | Mari Cruz Díaz · Hiszpania                                              | 46,09       | Ann Jansson · Szwecja                                                               | 46,14    | Siv Ibáñez · Szwecja                                                            | 46,19    |

### konkurencje techniczne
| konkurencja                | złoto                              | złoto    | srebro                        | srebro | brąz                           | brąz  |
| -------------------------- | ---------------------------------- | -------- | ----------------------------- | ------ | ------------------------------ | ----- |
| Skok wzwyż (szczegóły)     | Stefka Kostadinowa · Bułgaria      | 2,00     | Swietłana Isaewa · Bułgaria   | 1,93   | Olga Turczak · ZSRR            | 1,93  |
| Skok w dal (szczegóły)     | Heike Drechsler · NRD              | 7,27 CR  | Galina Czistiakowa · ZSRR     | 7,09   | Helga Radtke · NRD             | 6,89  |
| Pchnięcie kulą (szczegóły) | Heidi Krieger · NRD                | 21,10    | Ines Müller · NRD             | 20,89  | Natalja Achrimienko · ZSRR     | 20,54 |
| Rzut dyskiem (szczegóły)   | Diana Sachse · NRD                 | 71,36 CR | Cwetanka Christowa · Bułgaria | 69,52  | Martina Hellmann · NRD         | 68,82 |
| Rzut oszczepem (szczegóły) | Fatima Whitbread · Wielka Brytania | 76,32    | Petra Felke · NRD             | 72,52  | Beate Peters · RFN             | 68,04 |
| Siedmiobój (szczegóły)     | Anke Behmer · NRD                  | 6717 CR  | Natalja Szubienkowa · ZSRR    | 6645   | Judy Simpson · Wielka Brytania | 6623  |

## Klasyfikacja medalowa
| Klasyfikacja medalowa |                 |    |    |    |       |
| Miejsce               | Państwo         |    |    |    | Razem |
| 1                     | ZSRR            | 11 | 13 | 12 | 36    |
| 2                     | NRD             | 11 | 10 | 8  | 29    |
| 3                     | Wielka Brytania | 8  | 2  | 5  | 15    |
| 4                     | Bułgaria        | 3  | 4  | 1  | 8     |
| 5                     | Włochy          | 2  | 6  | 2  | 10    |
| 6                     | RFN             | 2  | 4  | 5  | 11    |
| 7                     | Francja         | 1  | 1  | 2  | 4     |
| 8                     | Hiszpania       | 1  | 0  | 2  | 3     |
| 9                     | Czechosłowacja  | 1  | 0  | 0  | 1     |
| 9                     | Norwegia        | 1  | 0  | 0  | 1     |
| 9                     | Portugalia      | 1  | 0  | 0  | 1     |
| 9                     | Szwajcaria      | 1  | 0  | 0  | 1     |
| 13                    | Szwecja         | 0  | 1  | 2  | 3     |
| 14                    | Rumunia         | 0  | 1  | 1  | 2     |
| 15                    | Finlandia       | 0  | 1  | 0  | 1     |
| 16                    | Holandia]       | 0  | 0  | 2  | 2     |
| 17                    | Polska          | 0  | 0  | 1  | 1     |

## Objaśnienia skrótów
WR – rekord świata
ER – rekord Europy
CR – rekord mistrzostw Europy